# Exceptional
«Exceptional» —en español: «Excepcional»— es una canción interpretada por la cantante y actriz estadounidense China Anne McClain e incluida en la banda sonora de la serie de A.N.T. Farm Soundtrack. La canción es el tema de entrada de la serie.
La canción es una de las canciones que China grabó, las cuales son: los sencillos «Dynamite», «Calling All The Monsters» y la canción «My Crush».